# Фудзівара но Норіміті
Фудзівара но Норіміті (*藤原 教通, 29 липня 996 — 6 листопада 1075) — середньовічний японський державний діяч періоду Хейан, кампаку в 1068—1075 роках.

## Життєпис
Походив з аристократичного роду Фудзівара. Син Фудзівара но Мітінаґи, сешшьо, та Мінамото но Рінсі. Народився у 996 році. 1006 року після проведення ритуалу повноліття (гемпуку) отримав молодший п'ятий ранг, увійшов до Відомства прислуги та отримав право на носіння одягу фукасуо. Поступив до Внутрішньої імператорської гвардії. 1008 року йому надано молодший четвертий ранг та призначено кокусі провінції Омі.
1010 року отримує молодший третій ранг та призначається радником третього класу з надання статусу куґе. 1011 році очолив урядову структуру юугуушікі, що опікувалася притулками. У 1012 році одружився з онукою імператора Муракамі. Того ж року очолює службу, що слідкувала за прощами до святинь, та призначений імператорським радником. 1013 року Норіміті стає середнім державним радником. Наприкінці того ж року стає кебіїші (комісаром з питань правопорядку), що поєднував обов'язки очільника поліції та судді. 1015 року Фудзівара но Норіміті надано молодший другий ранг. 1017 року призначено секретарем великого державного міністра. 1019 року призначено старшим державним радником.
1021 року стає двірцевим міністром. У 1026 році одружився з донькою імператора Сандзьо. 1037 року призначено вихователем спадкоємця трону Тікохіто-шінно. 1046 року призначено вихователем принца Такіхіто-шінно. 1047 року стає Правим міністром.
У 1051 році одружився з іншою онукою імператора Муракамі. 1057 року отримує молодший перший ранг. 1060 року призначено Лівим міністром. 1062 року призначено Лівим помічником кампаку. 1064 року стає очільником клану Фудзівара.
У 1068 році після смерті старшого брата Йоріміті стає кампаку. Того ж року його донька Канші вийшла заміж за імператора Ґо-Рейдзей, завдяки цьому становище Норміті ще більше посилилося. Але вже 22 травня імператор помер, внаслідок чого новим володарем став Ґо-Сандзьо. Останній мав за імператрицю представницю правлячого клану, а не Фудзівара (втім мав двох дружин з клану Фудзівара, до того ж імператриця по материнській лінії була небогою кампаку Фудзівара но Норіміті).
Почалося приховане протистояння молодого імператора та старого кампаку, оскільки перший став проводити незалежну політику. До того ж серед спадкоємців трону не виявилося жодного, кого б народила донька живого на той час представника роду Північних Фудзівара. Разом з тим на 1068 рік серед куґе (вищої знаті) було 10 представників клану Мінамото, що істотно послабило Фідзівара.
У цих складних умовах Фудзівара но Норіміті намагався зберегти політичний вплив. Підтвердженням цього стало призначення 1070 року Норіміті на посаду великого державного міністра. Неможливість повністю протидіяти Фудзівара змусила імператора 1072 року зректися трону, ставши інсей (екс-імператором). Трон перейшов до сина останнього Сіракави (матір'ю останнього була правнука Фудзівара но Кінсуе, великого державного міністра, який в свою чергу був сином Фудзівара но Моросуке). Невдовзі за рішенням Міракави, яким керував батько, відбулося перерозподіл земельного фонду на користь імператорської родини та їх союзників, а потім передано керування фінансами від Фудзівара до вірних сановників. Втім, 1073 року екс-імператор Ґо-Сандзьо помер, що полегшило позиції Фудзівара. Після цього Фудзівара но Норіміті відновив колишній стан справ.
У 1075 році Фудзівара но Норіміті помирає. Посмертно йому надається старший перший ранг. Його посада кампаку перейшла до небожа Фудзівара но Мородзане, якому довелося боротися за збереження свого становища з синами Норіміті, що стало початком послаблення впливу клану Фідзавара в імперії.

## Родина
1. Дружина — донька Фудзівара но Кінто.
Діти:
- Сейші (1014—1068), дружина імператора Ґо-Судзаку
- Шінші (1016—1087), очільниця жіночої частини Імператорського двору
- Фудзівара но Нобуіе (1018—1061)
- Фудзівара но Мітімото (1021—1041)
- Канші (1021—1102), дружина імператора Ґо-Рейдзея
- Фудзівара но Нобунага (1022—1094), великий державний міністр
- Йокаку (1025—1083), голова буддистського храму Гедацу-джі

2. Дружина — принцеса Шіші, донька імператора Сандзьо.
дітей не було
3. Дружина — принцеса Сенші, донька принца Томохіри.
дітей не було
4. Дружина — донька Татібана но Мітісади.
Діти:
- Йоен (1016—1074), голова буддистського округу